# Враг общества (фильм, 1931)
«Враг общества» (англ. The Public Enemy, в Великобритании — Enemies of the Public, «Враги общества») (1931) — классическая чёрно-белая гангстерская драма Уильяма Уэллмана, экранизация неопубликованного произведения «Пиво и кровь» двух газетчиков — Джона Брайта и Кубека Гласмона, бывших свидетелями преступлений банды Аль Капоне, орудующей в Чикаго. Главные роли исполнили Джеймс Кэгни и Эдвард Вудс. Номинант на премию «Оскар» за «Лучший оригинальный сюжет».
«Враг общества» — один из фильмов своеобразной трилогии (наряду с «Лицом со шрамом» и «Маленьким Цезарем»), которыми Голливуд откликнулся на разгул преступности в годы Великой депрессии.
В 1998 году включён в Национальный реестр фильмов, обладая «культурным, историческим или эстетическим значением».
По версии Американского института кино картина занимает ряд мест:
8-е место списка мужчин 100 звёзд (Джеймс Кэгни)
42-е место в списке злодеев списка 100 героев и злодеев (Том Пауэрс)
8-е место в списке «10 лучших гангстерских фильмов» 10 фильмов из 10 жанров.

## Сюжет
Целью авторов «Врага общества» было честное описание существующей ныне ситуации в отдельных сферах американской жизни, а не прославление негодяев или преступников.
В то время как «Враг общества» по сути правдивая история, все имена и персонажи появляющихся злодеев вымышлены."
— Предисловие Warner Bros. Pictures
Начальные титры сопровождаются показом действующих лиц.
1909 год, ирландский район Чикаго Саут-Сайд. Двое подростков — Том Пауэрс (Джеймс Кэгни) и его лучший друг Мэтт Дойл (Эдвард Вудс), отец которого отсиживает срок за воровство, занимаются мелкими кражами. Мистер Пауэрс, услышав, что старший брат Тома Майк (Доналд Кук) требует вернуть украденные для сестры Мэтта Молли ролики, в очередной раз порет сына. Награбленное ребята продают торговцу краденым Патти Ноузу (Мюррэй Киннелл), базирующемуся со своей небольшой бандой в клубе «Красные дубы».
1915 год. Повзрослевшие друзья ходят в уже социальный клуб «Красные дубы», всё ещё работая на Патти, который наконец предлагает крупное дело — ограбление склада Северо-западной меховой компании, и дарит ребятам револьверы. Во время ограбления Том пугается шкуры медведя и стреляет в неё, поднимается тревога. Полицейский убивает Хромого Ларри Далтона, но оказывается убит ребятами, выбросившими оружие на крышу. Округа поднята на уши, Патти Ноуз бежал. На похоронах Ларри его мать плачет по «хорошему мальчику, попавшему в плохую компанию.», ребята сконфуженно сидят рядом.
1917 год. США вступает в Первую мировую войну. Ребята занимаются извозом, Майк Пауэрс встречается с Молли Дойл. У друзей новый работодатель — Пэдди Райан (Роберт О’Коннор), дающий им задание по перевозу контрафактных сигар. Майк записывается добровольцем в морскую пехоту, миссис Пауэрс (Берил Мерсер), ставшая вдовой, умоляет младшего сына, скрывающего от неё свою настоящую деятельность, не следовать примеру брата. Майк просит Тома отказаться от тёмных дел, братья ссорятся, Том получает оплеуху.
1920 год. В стране принимают «сухой закон», пивоваренные компании спешно распродают алкоголь со складов, люди массово скупают его, запихивая в автомобили и даже детские коляски. Цена на спирт поднимается до 30 долларов за галлон. Райан идёт на дело с ребятами — они грабят государственный склад, закачивая спирт из бочек через трубку в цистерну для бензина. Ребята получают с бутлегерства первые большие деньги и обновляют имидж, примерщики обсуждают недавнее ограбление — сумма украденного составляет около 150 000 долларов.
Друзья начинают жить на широкую ногу, живя в хороших апартаментах. На новеньком автомобиле с коробкой передач они приезжают в ресторан, где знакомятся с двумя очаровательными блондинками — Мэми (Джоан Блонделл) и Китти (Джоан Блонделл), напившихся до беспамятства друзей которых отправляют домой. Райан договаривается с мистером Лиманом, владельцем большой пивоварни с Юнион-авеню, и вступает в союз с известным гангстером Сэмюэлем «Гвоздём» Нэйтаном (Лесли Фентон) для развития бутлегерского бизнеса. Том, узнав, что местный бармен продаёт пиво конкурентов, открывает краны, отвешивает тому оплеухи и наказывает покупать только у «Пивоваренной компании Лимана».
Майк возвращается с войны, квартира полна цветов и венков, в том числе от четы Дойл. От офицера Пэта Бёрка (Роберт Хоманс) он узнаёт, что брат нажил состояние не политикой, а бутлегерством, а бизнес построен на «пиве и крови». На семейном обеде он отказывается пить и в гневе бросает бочонок о стену. Том замечает, что свои медали брат получил за убийства, а не братание с немцами. «Гвоздь» Нэйтан звонит тому и просит об услуге — выбить из бармена Пита с Кэдди-авеню, платящего фальшивыми чеками, деньги, или «принести его сердце». Китти думает, что у Тома появилась другая, за что получает грейпфрутом в лицо. На дороге они подбирают милую блондинку Гвен Аллен (Джин Харлоу), приехавшей из Техаса.
Том расстаётся с Китти и заводит отношения с Гвен, беря её с собой на званый вечер, на котором замечает Патти Ноуза. Гвоздь двусмысленно подначивает ребят поквитаться с кинувшим их бывшим работодателем. Умоляя сохранить ему жизнь, Патти наигрывает на пианино песню, которую исполнял друзьям в детстве, но получает пулю в спину от Тома. Миссис Пауэрс переживает о старшем сыне, днём работающим водителем трамвая, вечером в школе, а параллельно получающим образование. Майк замечает, как Том пытается дать матери деньги, и бьёт его, тот рвёт банкноты и бросает их в лицо брату.
В разговоре Гвен говорит, что не упустит Тома. Вбежавший Мэтт сообщает, что Гвоздь погиб в результате несчастного случая, свалившись с лошади в парке и получив копытом по голове.
В статье под заголовком «Гангстеры хоронят своего товарища» пишут: «Из-за похорон „Гвоздя“ Нэйтана были перекрыты все улицы. Одних цветов было на сумму 75 000 долларов. Толпа заполонила улицы, чтобы увидеть знаменитого гангстера».
Том платит тысячу долларов за коня-убийцу, стоящего в стойле № 3, и убивает животное.
«Бандиты готовятся к войне». Смерть «Гвоздя» Нэйтана ослабила банду Пэдди Райана. Проблемы с Шимером Бёрнсом."
Гангстеры во главе с Бёрнсом, воспользовавшись смертью главаря конкурирующей банды, начинает войну кланов, взрывая бары Райана. Пэдди, понимая, что оставшиеся гангстеры нужны ему живыми, собирает тех в доме Пауэрса и приказывает залечь на дно, забирая оружие и деньги и на пару дней расформировывая банду. Человек Шимера видит, откуда выезжает Райан, и сообщает главарю адрес — Ярдс 63-21. Гангстеры размещают пулемёты в окнах дома напротив и замечают высунувшегося из окна пьяного Тома, не видящего ничего необычного в разгружаемом из грузовика угле. На следующий день вышедший на улицу вслед за другом Мэтт оказывается убит, грохот угля глушит выстрелы, но Пауэрсу удаётся вовремя юркнуть за угол.
Том покупает два револьвера 38 калибра в оружейном магазине, которым пользуется, чтобы не платить за оружие. Ночью он выслеживает банду Шимера, базирующуюся в Западной химической компании, и решив в одиночку свести счёты с убийцами друга, устраивает перестрелку, в ходе которой убивает гангстеров, но получает ранение. Разбив витрины разряженным оружием, под проливным дождём он падает на тротуар.
Гангстер попадает в больницу, его навещают мать, брат и сестра Мэтта Молли, он примиряется с Майком . Семья ждёт не дождется, когда его выпишут из больницы. Однако вскоре Пэдди приходит в дом Пауэрсов и сообщает Майку, что его брат был похищен людьми Бернса, ранившими его в спину. Райан оставляет Майка на телефоне и говорит, что послал Бёрнсу ультиматум — либо Тома возвращают сегодня вечером, либо он выходит из бизнеса и уезжает из города, что означает потерю большой части прибыли. У Майка пропадает аппетит, но вскоре ему звонит человек Пэдди и говорит, что Том уже едет. Домочадцы готовятся к встрече. Раздаётся стук в дверь и рёв уезжающего автомобиля. На пороге Майк обнаруживает засунутый в мешок и перевязанный верёвками труп брата с окровавленной повязкой на голове, который грохается на пол. Пока напевающая мать меняет наверху с Молли наволочки, Майк под спокойную граммофонную музыку пошатывающейся походкой движется к камере.
«Конец Тома Пауэрса — это конец любого негодяя. „Враг общества“ — это не человек и не герой, это проблема, которую рано или поздно МЫ, общественность, должна решить.»

## В ролях
| Актёр                | Роль                                                |
| -------------------- | --------------------------------------------------- |
| Джеймс Кэгни         | гангстер-бутлегер Том Пауэрс                        |
| Эдвард Вудс          | лучший друг и сообщник Тома Мэтт Дойл               |
| Доналд Кук           | старший брат Тома Майкл Пауэрс                      |
| Джин Харлоу          | девушка Тома Гвен Аллен                             |
| Джоан Блонделл       | девушка Мэтта Мэми                                  |
| Мэй Кларк            | девушка Тома Китти                                  |
| Лесли Фентон         | партнёр Тома, Мэтта и Райана Сэмюэл «Гвоздь» Нэйтан |
| Берил Мерсер         | мать Тома «Ма» Пауэрс                               |
| Robert O'Connor      | бутлегер, работодатель Тома и Дойла Пэдди Райан     |
| Мюррэй Киннелл       | скупщик краденого Патти Ноуз                        |
| Адель Уотсон         | миссис Дойл                                         |
| Фрэнк Коглан младший | Том в детстве                                       |
| Фрэнки Дарро         | Мэтт в детстве                                      |
| Роберт Хоманс        | офицер армии Пэт Бёрк                               |
| Сэм МакДэниел        | метрдотель                                          |

## Оценки

### Касса
Согласно записям Warner Bros, фильм заработал 464 000 долларов США внутри страны и 93 000 долларов США за рубежом.

### Критика
На сайте Rotten Tomatoes фильм получил 100 % «Свежий» рейтинг, основанный на 30 обзорах, со средневзвешенной оценкой 8,4 из 10.
Андре Сеннвальд, который обозревал фильм для The New York Times после его выхода в апреле 1931 года, назвал его «просто ещё одним гангстерским фильмом», также он сказал, что Вудс и Кэгни создают «удивительно реалистичные портреты молодых хулиганов» и «Берил Мерсер как мать Тома, Роберт Эммет О’Коннор, как глава банды и Дональд Кук, как брат Тома, великолепны в своих ролях».
В журнале Time отметили «Это не гуговская басня о гангстерах, сражающихся между собой, а документальная драма о бандите, который противостоит обществу. Она несет в себе абсурдную моду на романтизацию гангстеров, даже победа над общественным врагом наделена их величием».
Variety назвали это «материалом с низкой планкой, сделанным так искусно, чтобы поднять планку высоко».
На 4-й церемонии вручения премии «Оскар» фильм был номинирован на премию «Оскар» за лучшую историю, проиграв фильму «Утренний патруль».

## Музыка
В саундтрек к фильму вошли следующие песни:
- «I'm Forever Blowing Bubbles»
- «Hesitation Blues»
- «Toot Toot Tootsie (Goodbye)»
- «Maple Leaf Rag»
- «Brighten the Corner Where You Are»
- «Smiles»
- «I Surrender Dear»

Музыку исполняет оркестр под управлением дирижёра Дэвида Мендосы.